# Polyplectron chalcurum
El espolonero colibronceado o espolonero de Sumatra (Polyplectron chalcurum) es una especie de ave galliforme de la familia Phasianidae endémica de Indonesia; sólo habita las selvas occidentales de la isla de Sumatra.

## Subespecies
Se reconocen dos subespecies:
- Polyplectron chalcurum scutulatum Chasen, 1941 - montañas del norte de Sumatra
- Polyplectron chalcurum chalcurum Lesson, 1831 - montañas del sur de Sumatra